# Раецка, Олга
О́лга Ра́ецка (латыш. Olga Rajecka, род. 7 января 1962 года, Плунге, Литовская ССР) — латышская певица и педагог по вокалу, известна участием в группах «Эолика» и «Turaidas roze», а также успешной сольной карьерой.

## Биография

### 1960—1970-е годы
Олга Раецка родилась в Плунге, в Литве, и до двух лет жила в Клайпеде. Затем вместе с матерью переехала в Лиелварде, колхоз «Лачплесис». Олга училась в Кабильской начальной школе. Окончила техникум работников культуры и образования (1980), приобретя диплом руководителя культурных мероприятий. Петь начала в раннем детстве, в школьные годы активно участвовала в хорах и кружках пения.
В 1976 году, в возрасте 15 лет, Олга начинает петь в группе «Lāčplēsis»; в 1978 году переходит в группу «Vitamīns». В этих группах вместе с Олгой начинали свой творческий путь несколько молодых людей, которые впоследствии стали известными латвийскими поп-артистами (Айгарс Кресла, Айгарс Граверс и др.).

### 1980-е годы
После того как руководитель «Эолики» Борис Резник посещает концерт группы «Vitamīns», Олга получила предложение стать участником «Эолики». Так с 1980 до 1986 года она поет в группе «Эолика», в легендарном составе его вокального квартета — Олга, Илона, Виктор, Дайнис, гастролирует по СССР и социалистическим странам.
В 1985 году на экраны вышел латышский мультфильм «Laimes lācis» (рус. «Медведь-чудодей»), все песни в котором исполнила Олга Раецка.
В 1986 году Раецка переходит в группу Иманта Калныньша «Turaidas Roze», где в дуэте с Угисом Розе завоёвывает симпатии значительной части публики. В 1987 году она участвует во Всесоюзном конкурсе молодых исполнителей «Юрмала '87», завоевав 2 место и приз зрительских симпатий.
После того как «Turaidas Roze» распалась, с 1988 до 1989 года Олга продолжает работу в группе «Jumis», а в 1990 году принимает участие в проекте «Dāmu pops», который после яркого дебюта переживает своё второе рождение в 2000 году. Была замужем за баскетболистом Игорем Миглиниексом, у них есть дочь Мария (1992). В 1990 году выходит первый сольный альбом Олги с песнями Иманта Калныньша в обработке Арниса Медниса.

### 1990-е годы
В первой половине 1990-х годов Олга участвовала во многих фестивалях за пределами Латвии — от Сопота до Средней Азии, в том числе во многих европейских фестивалях, конкурсах и шоу: в Австрии, Румынии, Турции и других странах. С 1990 до 1993 года О. Раецка поёт в «ODIS», в проекте «Tango», которым руководил вокалист Арнис Меднис, где и родились её самые знаменитые соло баллады — «Dzīve ir viena», «Ziemeļvējā», «Saullēkts».
В 1993 году Олга отмечает юбилей своей творческой деятельности концертом в Большой Гильдии «Kad man vairs nebūs 16» («Когда мне больше не будет 16»), запись которого была выпущена на кассете. Затем следует сотрудничество с Айгарсом Граверсом, вместе с которым они основывают ансамбль «Bāze 7».
Начиная с 1995 года Раецка организует «Olgas disenītes» («Ольгины дискачи») — красочные музыкальные мероприятия, в которых участвуют латвийские молодые таланты — певцы и танцоры. Здесь пригодились знания Олги как профессионального режиссёра массовых мероприятий. В 1997 году вышел в свет сборник лучших песен Олги в новой обработке, а за год до этого вместе с Граверсом был создан альбом детских песен «Jā un nē» («Да и нет»).

### С 2000 года
В 2000 году Олга принимает участие в проекте Граверса «Rama Dance», а также в «Dāmu pops» в альбоме «Par rozēm» («Про розы»). В апреле 2002 года приходит время создания сольного альбома Раецкой «Vakar. Šodien. Rīt» («Вчера. Сегодня. Завтра»), в котором в основном звучат песни Валда Атала, продюсером которых был Гинтс Станкевич, а также пара композиций самого Станкевича. В 2002 году хитом становится песня «Ar baltu krītu uzrakstīts» («Написанное белым мелом») в дуэте с Мартиньшем Фрейманисом. Позже Олга принимает участие и в версии песни «Kad man vairs nebūs 16», исполненной «Double Faced Eels».
В 2008 году вместе с «Lielvārdes Violetais koris» стартовала в 1 сезоне шоу «Войны хоров», попав в финал.
В 2012 году Олга празднует свой 50-летний юбилей, к которому был выпущен сборник лучших песен, а также книга Карлиса Анитена о жизни Олги «Mana svētku diena» («Мой праздничный день»).
31 июля 2014 года Олга Раецка вышла замуж за инженера по звуку Иво Банкава.

## Дискография
| Год                             | Альбом                                      | Исполнитель                             |
| ------------------------------- | ------------------------------------------- | --------------------------------------- |
| 1985, «Melodija», LP            | Pasaule, pasaulīt                           | Эолика                                  |
| 1990, «Melodija», LP            | Sky’s Eyes                                  | Jumis                                   |
| 1990, «Melodija», LP            | Olga Rajecka-Migliniece                     | Олга Раецка                             |
| 1993, «MicRec», CD, кассета     | Ar savādu smaidu                            | Bāze 7 & Olga                           |
| 1993, «MicRec», кассета         | Kad man vairs nebūs 16                      | (концертная запись)                     |
| 1994, «MicRec», CD              | Макси-сингл [EP]                            | Bāze 7 & Olga                           |
| 1996, «MicRec», CD              | Kolekcija                                   | Эолика                                  |
| 1996, «Balss», кассета          | Jā un nē                                    | Олга Раецка и Айгарс Граверс            |
| 1997, «MicRec», CD              | Olga                                        | Олга Раецка                             |
| 1999, «Laula», кассета          | Apvij rokas                                 | Turaidas roze                           |
| 2000, «Platforma», CD           | Par rozēm                                   | Dāmu pops                               |
| 2000, «Platforma», CD           | Sāga                                        | Ramadance                               |
| 2001, «Upe», CD                 | Избранное                                   | Имант Калныньш                          |
| 2002, «Baltic Record Group», CD | Vakar, šodien, rīt (Вчера, сегодня, завтра) | Олга Раецка                             |
| 2009, «MicRec», CD              | Olga un Lielvārdes Violetais koris          | Олга Раецка, Lielvārdes Violetais koris |
| 2010, «MicRec», CD              | Юбилейный, избранное                        | Эолика                                  |
| 2011, «MicRec», CD, DVD         | Lielās dziesmas                             | Turaidas roze                           |
| 2012, «MicRec», CD              | Svētku dienā                                | Олга Раецка                             |
| 2014, «MicRec», CD              | Buramdziesmas                               | Олга Раецка                             |